# Кагемуша
Кагемуша (јап. 影武者) је јапански филм из 1980. године у режији Акире Куросаве.

## Кратак садржај
Смештена у 16. век, када су се моћни људи борили за контролу над Јапаном, ова прича истражује природу политичке моћи и губитак идентитета. Већ неко време Такеда Шинген (Тацуја Накадај) је успевао да се држи подаље од бојног поља захваљујући брату Нобукаду (Цутому Јамазаки), који је био његов двојник. А онда му Нобакудо нуди нову могућност, с обзиром на то да је открио лопова који невероватно личи на Шингена... 

## О филму
Бескомпромисан као и увек, Акира Куросава наишао је на бројне потешкоће радећи да овом, за време када је настао, захтевном филму. Не знајући да ли ће на крају своју идеју реализовати у филм, режисер који се пре ангажмана у филмској индустрији бавио сликарством, претворио је “Кагемушу” у серију слика под овим називом. Делимично баш због својих ликовних дела он је добио финансијску подршку од дугогодишњих поштовалаца Френсиса Форда Кополе и Џорџа Лукаса. 

## Награде
Овај филм добитник је Златне палме на Филмском фестивалу у Кану.